# Fonti di cognizione
In generale, in ambito giuridico, si definisce fonte del diritto un atto o un fatto abilitato dall'ordinamento giuridico a produrre norme giuridiche, cioè ad innovare l'ordinamento giuridico stesso.
Le «fonti di conoscenza o di cognizione» tuttavia non pongono direttamente norme giuridiche, ma sono lo strumento attraverso il quale le norme prodotte dalle fonti di produzione vengono portate a conoscenza dei consociati. Le fonti di cognizione integrano il requisito della pubblicazione legale della norma oggettiva, dato che  si ha specifico riguardo a documenti formati da pubbliche autorità "esclusivamente rivolti al fine di realizzare condizioni di conoscibilità (o di migliore conoscibilità) del diritto oggettivo vigente" (Crisafulli).
Distinguiamo:
- Fonti di cognizione ufficiali come mezzi di conoscenza privilegiata, tra cui annoveriamo: Gazzetta Ufficiale della Repubblica Italiana, bollettini ufficiali delle Regioni, Gazzetta ufficiale dell'Unione europea (GUUE), Raccolta degli atti normativi, testi unici compilativi.
  - Fonti di cognizione non ufficiali: mezzi di conoscenza (di fatto) che possono essere promanati da pubbliche autorità (per esempio, Regioni o Ministeri), o da soggetti privati (per esempio, case editrici o riviste specializzate).